# Deception (Lied)
Deception (englisch Täuschung) ist ein Lied der Synth-Rock-Band The Crüxshadows, das die Band 1999 veröffentlichte. Das Stück avancierte zu einem Clubhit.

## Hintergrund und Veröffentlichungen
Das Stück wurde 1999 exklusiv für die Kompilation Music from the Succubus Club des Labels Dancing Ferret Discs, einer begleitenden Kompilation für das Pen-&-Paper-Rollenspiel Vampire: Die Maskerade eingespielt. Patrick „DJ Ferret“ Rodgers produzierte die Kompilation aus eigenem Interesse heraus und vereinbarte mit dem Verlag White Wolf eine Lizenzierung. Die Stücke der Kompilation sollten sich alle unterschiedlichen Vampir-Clans widmen. Das von dem Bandbegründer und -kopf „Rouge“ Virgil Roger DuPont III geschriebene und The Crüxshadows aufgenommene Decpetion widmete sich den Ravnos, einer unabhängigen Vampir-Gruppierung mit starken Bezügen zum fahrenden Volk und einer wesentlichen Begabung ist jedwede Form der Täuschung. In Ermangelung eines verlegenden Labels gründete Rodgers selbst das Unternehmen Dancing Ferret Discs. Der Soundtrack zum Rollenspiel wurde zu einem der meistverkauften Titel des Labels. The Crüxshadows wurden indes von Dancing Ferret Discs unter Vertrag genommen und zum Aushängeschild des Labels.
Deception wurde 2001 in einer deutschsprachigen Version mit dem Titel Täuschung auf der Kompilation Echoes and Artifacts und im Original auf der Kompilation Frozen Embers im Jahr 2003 veröffentlicht. Das Stück wurde in keiner Variante als Single veröffentlicht, jedoch zu einem frühen „Szene-Hit“ der Band und einem der bekanntesten Titel der Gruppe. Es wurde fester Bestandteil des Liverepertoires der Band und zählt seither zu den Titeln mit denen die Gruppe das Publikum stets fesselt.

## Musik und Text
Deception wurde im 4/4-Takt und im Grundton C-Dur bei einem Tempo von 135 BpM geschrieben. Markant ist der Einsatz der elektronisch verstärkten und verzerrten Geige sowie ein kraftvoll repetitiver Rhythmus. Das Stück gilt als energiegeladen und besonders tanzbar. Das Stück, das den Clan Ravnos repräsentieren soll und musikalisch wie lyrisch Bezüge zu dem Stereotyp des Clans nutzt gilt als ein düsteres und gleichzeitig rasant fesselndes Stück. Der Text beschreibt eine Konfrontation von Clanmitgliedern mit einem frierenden Kind als mögliches Opfer eines vampirischen Übergriffs. Im Refrain wird die Situation auf eine direkte Ansprache zugespitzt.

„Yet you remain

Still you remain

And she says:

Pray for daylight

Pray for morning

Pray for an end to our deception“

„Doch bleibst Du

Doch bleibst Du

Und sie sagt:

Bete auf Tageslicht

Bete auf Morgen

Bete auf einen Ende zu unsere Täuschung“